# Tearin' Up My Heart
Singles de NSYNC
I Want You Back
(1996) (God Must Have Spent) A Little More Time on You
(1998)
Clip vidéo
[vidéo] « Tearin' Up My Heart », sur YouTube
Tearin' Up My Heart est une chanson du boys band américain *NSYNC. Initialement sortie en single, elle sera incluse sur leur premier album studio *NSYNC (sorti le 26 mai 1997 en Allemagne, le 24 mars 1998 aux États-Unis et en 1999 au Royaume-Uni).
La chanson a été publiée en single à différents moments dans différents pays : en Allemagne le 10 février 1997, au Royaume-Uni en 1997 et 1999, aux États-Unis en 1998.
En Allemagne, la chanson a atteint la 4e place au début de 1997.
Au Royaume-Uni, elle a débuté à la 40e place du hit-parade des singles en septembre 1997 et à la 9e place en juin 1999.
Aux États-Unis, elle a atteint la 59e place pour la semaine du 5 décembre 1998,.